# SKADS
| 249823 Delmarbarker  | 21 marzo 2001 |
| 264474 Rogerclark    | 21 marzo 2001 |
| 283455 Philipkrider  | 22 marzo 2001 |
| 363115 Chuckwood     | 22 marzo 2001 |
| 370068 Chrisholmberg | 21 marzo 2001 |
| 455207 Kellyyoder    | 21 marzo 2001 |

SKADS (acronimo dell'inglese Sub-Kilometer Asteroid Diameter Survey, ovvero Ricerca sul diametro asteroidale subchilometrico) è stato un progetto di ricerca, condotto con l'ausilio del telescopio Mayall dell'osservatorio di Kitt Peak tra il 21 e 31 marzo 2001, con l'obiettivo di determinare con maggior accuratezza i parametri orbitali degli asteroidi di piccole dimensioni con diametro inferiore al chilometro.
L'interesse scientifico nello studio di questi corpi era determinato dal fatto che gli asteroidi di piccole dimensioni non risalgono alle prime fasi della formazione del sistema solare ma sono il frutto di eventi di scontro tra corpi maggiori in epoche più recenti su scala astronomica, nell'ordine dei 100 milioni di anni.
Il Minor Planet Center lo accredita per le scoperte di ventitre asteroidi.